# M61 Vulcan
Pour les articles homonymes, voir M61 et Vulcan.
Le M61 Vulcan est une arme hexatube (six canons) d'un calibre de 20 mm (20 × 102 mm) et d'une grande cadence de tir (6 000 cps/min,), utilisant le principe de la mitrailleuse Gatling. 
Elle fut développée aux États-Unis et est, depuis les années 1960, le principal canon équipant les avions de combat des États-Unis, du B-52 aux chasseurs de dernière génération F-22 ; seuls les A-10 avec son canon GAU-8 Avenger antichar de calibre 30 mm, et F-35 avec son GAU-12 Equalizer de 25 mm font exception. Il est cependant progressivement abandonné dans ce rôle au profit de missiles air-sol. D'autres appareils embarquent le GAU-12 Equalizer de calibre 25 mm, plus adapté à l'attaque au sol que le M61.
Le M61 sert aussi d'arme antiaérienne, sur le véhicule antiaérien M163 VADS, une variante du véhicule blindé M113 pour la lutte antiaérienne, et dans le Phalanx CIWS, un système de défense pour les navires.

## Utilisation dans les avions de combat

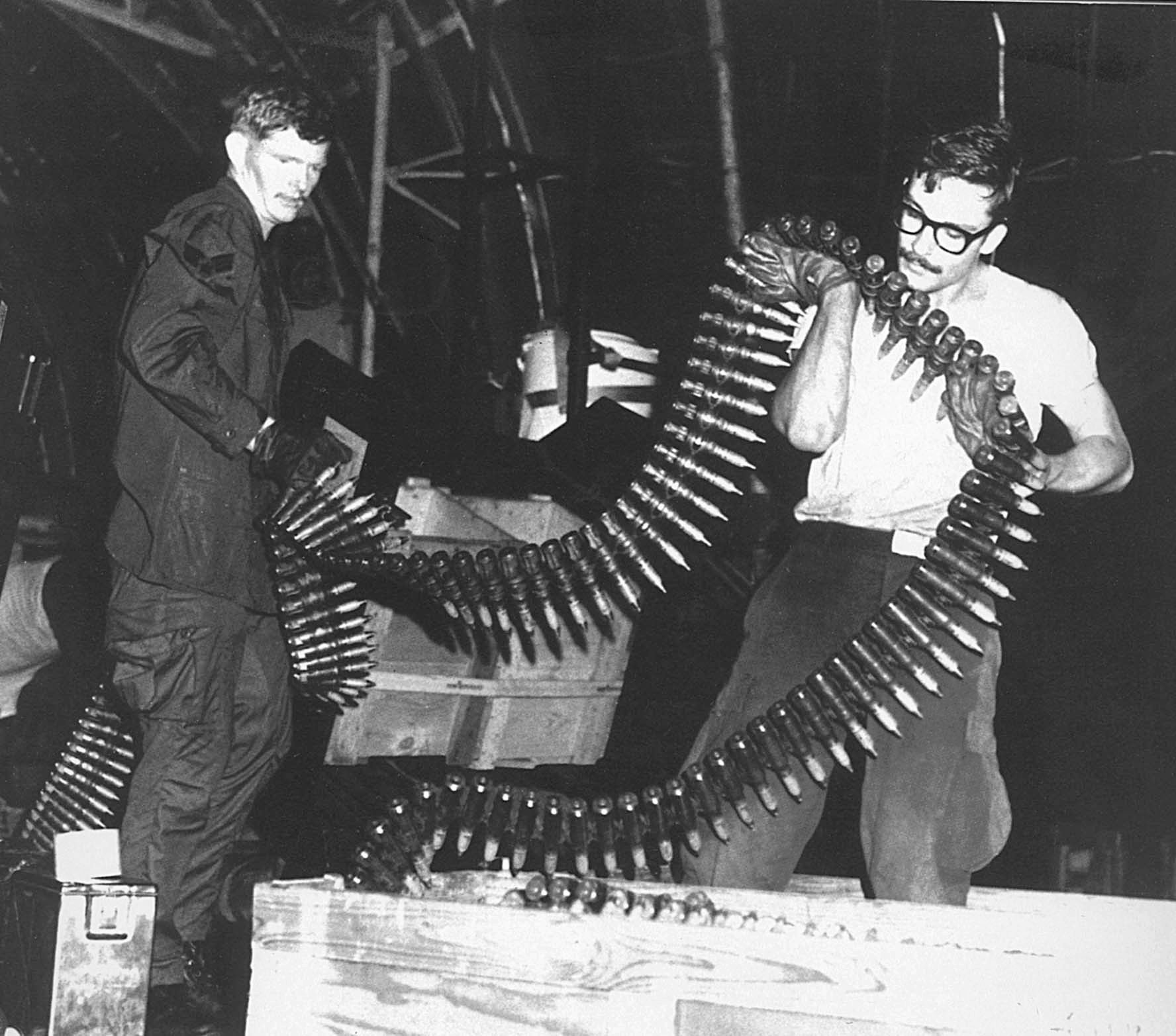
Munitions pour les canons d'un AC-130.

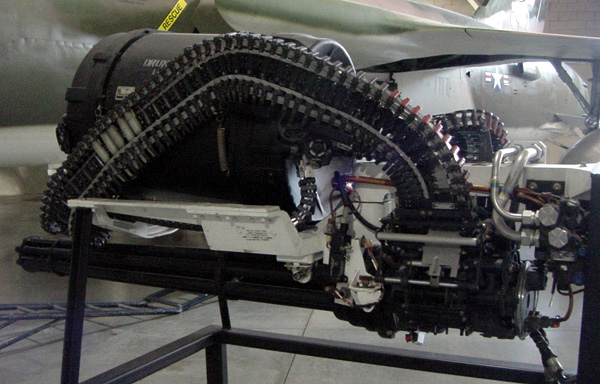
Vue de côté du M61.

Le M61 Vulcan a été initialement utilisé par les chasseurs de l'United States Air Force (USAF) comme le F-104 Starfighter. Ce canon a été utilisé sur le F-105 Thunderchief dans les combats aériens contre les avions de combat MiG de construction soviétique au-dessus du Vietnam. Il a été installé dans les versions de l'USAF de l'A-7D où il a remplacé le canon naval standard ainsi que les Gunships AC-130 Spectre.
Le Vulcan a été installé sur les F-105 Thunderchief, les F-106 Delta Dart, les F-111 Aardvark et les F-4 Phantom. Il a été aussi adopté comme standard sur le F-15 Eagle, le F-14 Tomcat, le F-16 Fighting Falcon et le F/A-18 Hornet. L'avion italo-brésilien AMX International AMX et les F-22 Raptor en ont été équipés.
En 2011, la seule munition utilisée par les canons Vulcan des avions américains est la PGU-28. Dans son rôle d'appui aérien rapproché, les versions évoluées de cette munition permettent de tirer à 4 000 m de la cible, tout en bénéficiant d’une meilleure précision.

## Versions

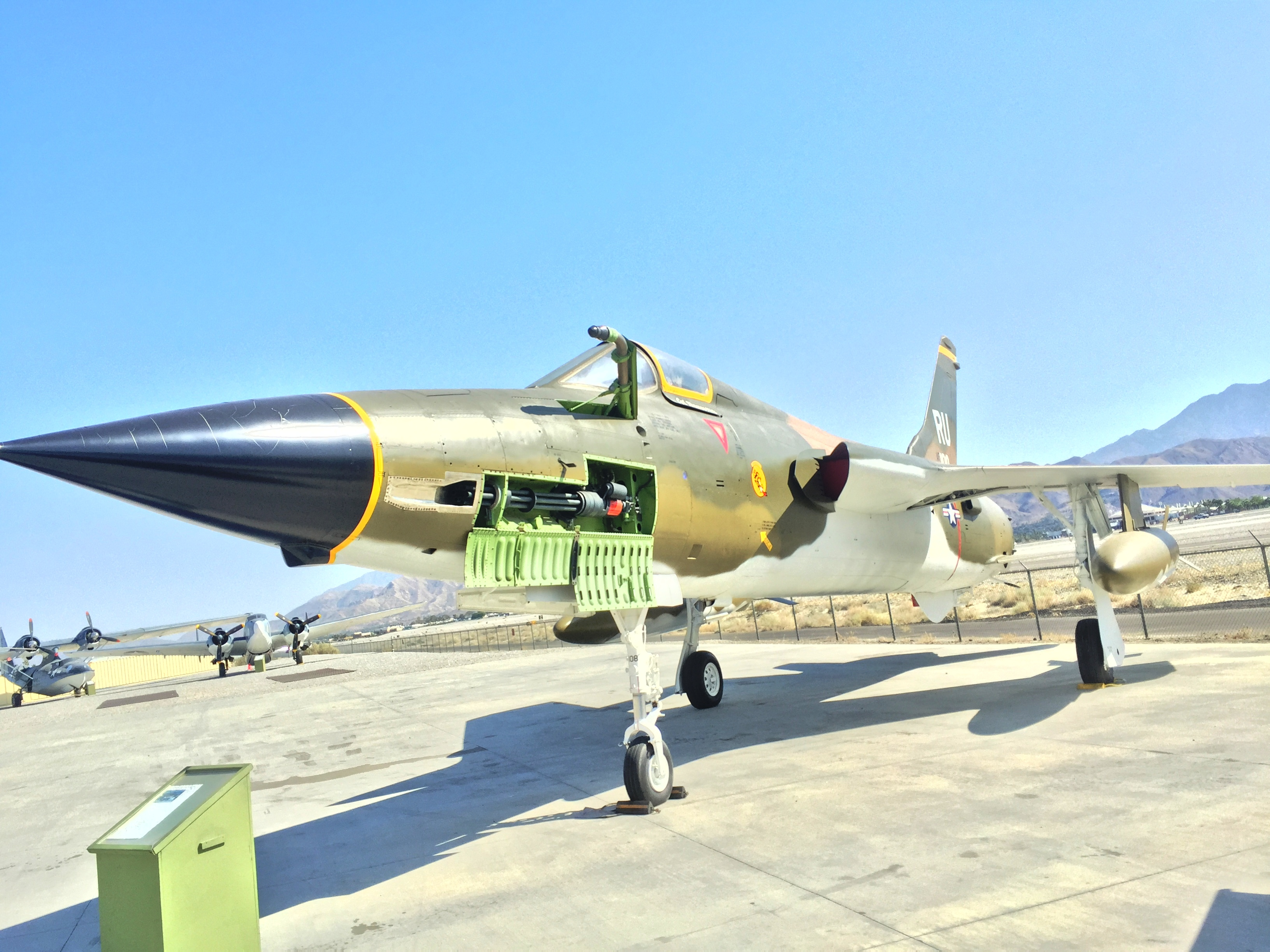
Un Republic F-105 Thunderchief avec un M61A1 exposé dans un musée à Palm Springs (Californie) en 2015.

- M61A1 : Version originelle du Vulcan d'une masse de 114,5 kg. La mise en rotation du canon s'effectue soit électriquement soit hydrauliquement. Il équipe entre-autres les F-104, les AMX, les A-7 Corsair II, les F-4 Phantom II, les F-14 Tomcat, les F-15 Eagle, les F-16 Fighting Falcon, les premières versions du F/A-18A/B Hornet, les F-111, les AC-130H Spectre ainsi que les nacelles des canons SUU-16/A et SUU-23/A[4].
- M61A2 : Version allégée du M61A1 d'une masse de 93 kg. Il équipe les F/A-18E/F Super Hornet et F-22 Raptor ainsi que les F-CK-1 Ching-Kuo taïwanais. Les F/A-18C/D ont par ailleurs été rééquipés de M61A2[4].
- GAU-4 : Version auto-alimentée du M61A1 dont l'entraînement en rotation s'effectue par prélèvement des gaz sur quatre des six tubes du canon. Le démarrage de la rotation est effectué par un démarreur électrique. Le canon a une masse de  125 kg[4].
- M163 VADS : Version de défense antiaérienne montée sur châssis M113.

## Armes équivalentes
- Gryazev-Shipunov GSh-30-1 équipant les avions de chasse soviétiques puis russes.
- GIAT 30 équipant la grande majorité des avions de chasse français.
- GAU-8 Avenger équipant le A-10.

## Dans la culture populaire
- Dans le jeu vidéo Metal Gear Solid, Vulcan Raven porte une M61A1 à bout de bras pour affronter Solid Snake.
- Dans le jeu vidéo de stratégie Wargame Red Dragon, Il est possible d'employer des unités Vulcan.
- Dans le jeu vidéo Gears of War 3, il est possible en mode campagne d'utiliser le Vulcain[5].
- Dans le jeu vidéo Battlefield 2, il est possible d'utiliser les tourelles-canons Phalanx du porte-avions américain USS Essex, en mode multijoueur.
- Dans Batman Arkham Knight la Batmobile est équipée d'un canon Vulcain unique.
- Dans le jeu vidéo Ace Combat 3 Electrosphere lors du choix de l'armement de l'avion on peut choisir le canon "Vulcan".
- Dans le film Dredd, le gang de Ma-Ma utilise 3 M61 sur pod pour nettoyer tout un étage de l'immeuble « Peach Trees ».